# Stuttgarter Fernmeldeturm

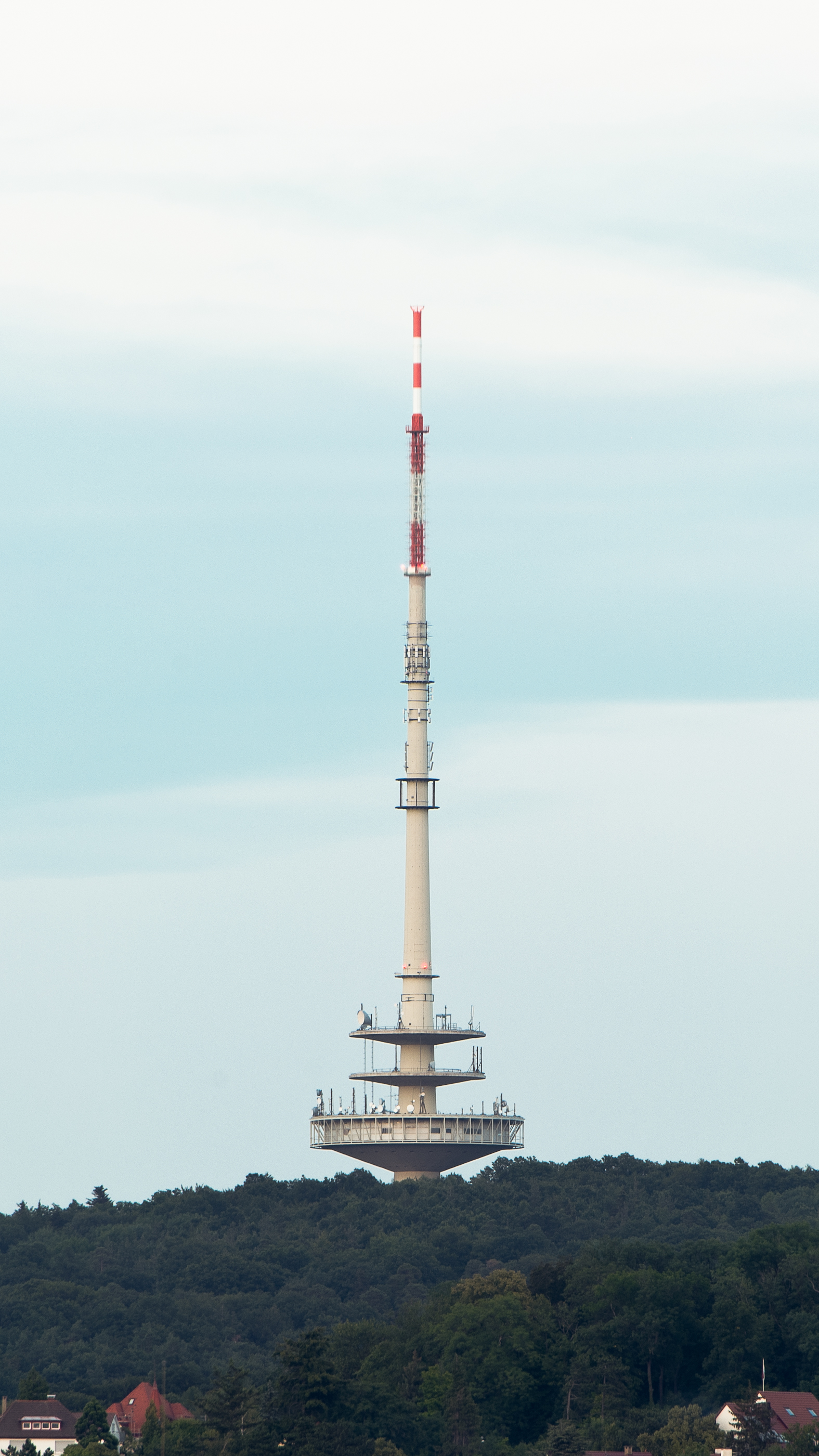
Stuttgarter Fernmeldeturm aus westlicher Richtung (2013)

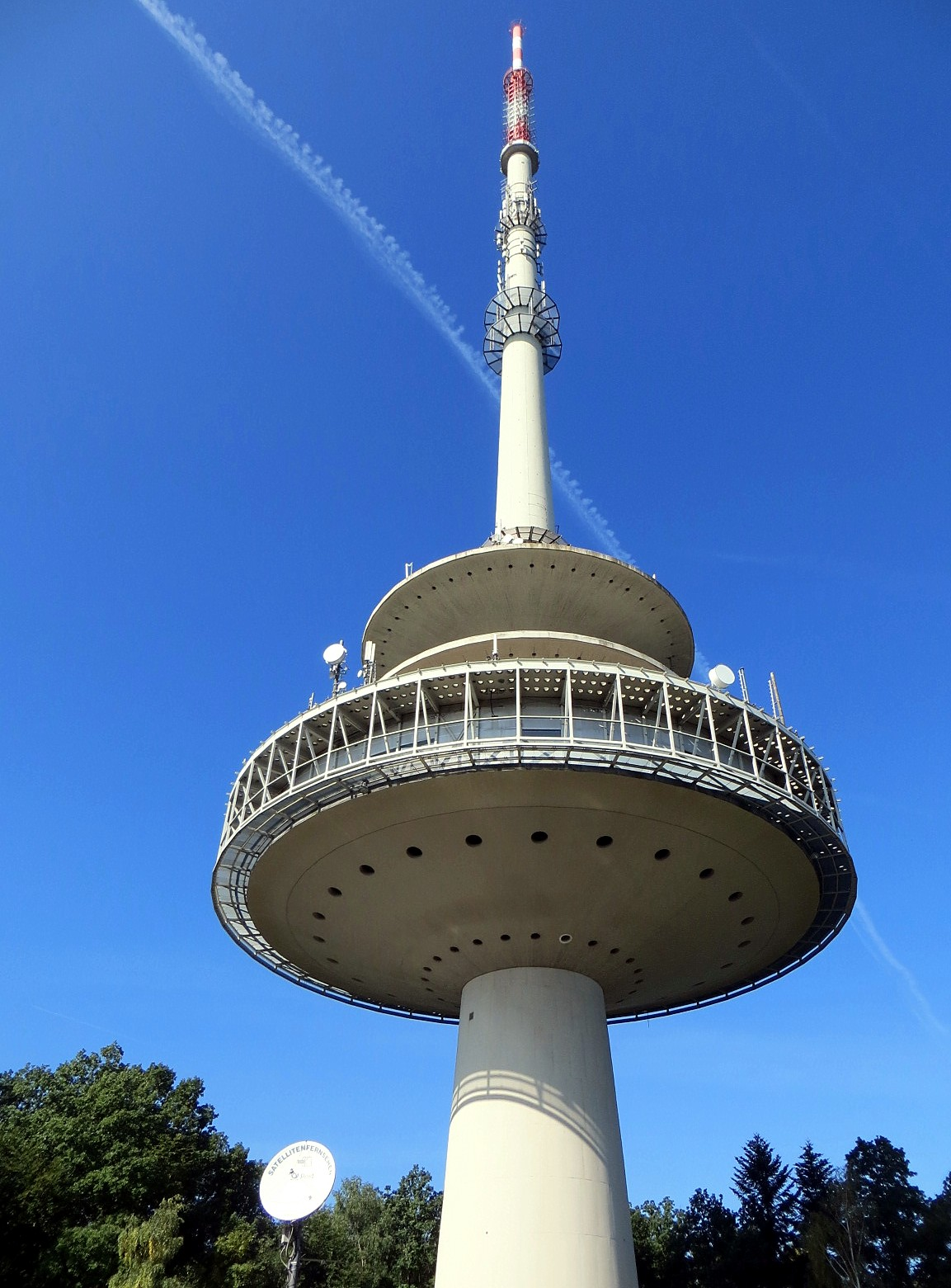
Fernmeldeturm mit Betriebsräumen (2013)

Der Stuttgarter Fernmeldeturm ist ein 192,4 Meter hoher Fernmeldeturm auf dem Frauenkopf im baden-württembergischen Stuttgart.
Das zwischen 1969 und 1971 in Stahlbetonbauweise errichtete Bauwerk wird vom Inhaber Deutsche Funkturm (DFMG), einer Tochtergesellschaft der Deutschen Telekom, intern als „Funkübertragungsstelle Stuttgart 7“ bezeichnet. Im Unterschied zum benachbarten Stuttgarter Fernsehturm ist der Fernmeldeturm der Öffentlichkeit nicht zugänglich.

## Geographische Lage
Der Fernmeldeturm Stuttgart steht auf dem bewaldeten Frauenkopf (462,3 m ü. NHN). Er befindet sich im Stadtbezirk Stuttgart-Ost zwischen den Stadtteilen Gablenberg im Norden und Frauenkopf im Osten. Auf dem südwestlich benachbarten Hohen Bopser steht der 1,5 km entfernte Stuttgarter Fernsehturm.

## Geschichte

### Alter Fernmeldeturm
Der alte Stuttgarter Fernmeldeturm wurde 1954 in viermonatiger Bauzeit errichtet. Er hatte eine Höhe von 58 Meter und diente zunächst dem Richtfunkverkehr der Deutschen Bundespost. Durch den Aufsatz eines Antennenträgers erreichte er ab 1960 eine Höhe von 97 Meter. Nach der Inbetriebnahme eines Senders für das A-Netz begann das Mobilfunkzeitalter im Großraum Stuttgart. Ab 1961 wurden vom Frauenkopf erste Fernseh-Testübertragungen ausgestrahlt, bis schließlich am 1. April 1963 das ZDF im Regelbetrieb aufgeschaltet wurde. Kurz darauf nahm die Bundespost am 28. Oktober 1963 einen UKW-Sender für AFN in Betrieb. Am 5. April 1969 folgte ein Sender für das Dritte Fernsehprogramm des SDR.

### Heutiger Fernmeldeturm
Da der bisherige Fernmeldeturm den funktechnischen Anforderungen nicht mehr gerecht wurde, planten die Architekten Leonhardt, Andrä und Partner einen Nachfolger. Als Grundlage diente ihnen dabei der Typenturm FMT 3. Der Neubau wurde von der Siemens-Bauunion und der Ingenieurbaufirma Wayss & Freytag errichtet. Die Baukosten beliefen sich auf rund 9,5 Mio. DM. Der alte Fernmeldeturm wurde 1975 schließlich abgetragen.

## Beschreibung
Der Stuttgarter Fernmeldeturm hat ein 11,0 Meter tiefes Fundament mit einem Durchmesser von 28,0 Meter. Der Turmschaft mit kreisförmigem Durchmesser verjüngt sich von 12,2 auf 6,4 Meter und ragt 142,5 Meter hoch. Den Abschluss bildet eine 49,9 Meter hohe Metallantenne.
Der Turm trägt in 33 Meter Höhe einen Betriebsraum mit 43 Meter Durchmesser. Er wird seit einigen Jahren zur Weihnachtszeit mit einer blinkenden Lichtskulptur versehen. Der nur knapp über den Wald hinausragende Turmkorb vermied eine teure Hängerüstung und damit konnte die Kegelschale direkt vom Gelände aus eingerüstet werden.

## Frequenzen und Programme
Neben dem Richtfunk, Mobilfunk und BOS-Funk dient der Fernmeldeturm in erster Linie der Ausstrahlung von Hörfunk- und Fernsehprogrammen. Seit dem 22. Mai 2006 werden von hier digitale terrestrische Fernsehprogramme verbreitet (DVB-T), nachdem am 3. April 2006 mit Hilfe eines Helikopters die Antennenspitze ausgetauscht wurde. Die analoge Ausstrahlung der beiden Fernsehprogramme ZDF und SWR wurde am 24. Juli 2006 eingestellt.

### Analoger Hörfunk (UKW)
Beim Antennendiagramm sind im Falle gerichteter Strahlung die Hauptstrahlrichtungen in Grad angegeben.
| Frequenz (MHz) | Programm       | RDS-PS            | RDS-PI                | Regionalisierung  | ERP (kW) | Antennendiagramm rund (ND)/ gerichtet (D) | Polarisation horizontal (H)/ vertikal (V) |
| -------------- | -------------- | ----------------- | --------------------- | ----------------- | -------- | ----------------------------------------- | ----------------------------------------- |
| 102,3          | AFN The Eagle  | AFNEAGLE          | D00F                  | Stuttgart         | 100      | ND                                        | H                                         |
| 101,3          | Antenne 1      | ANTENNE1          | D50A (regional), D30A | Mittlerer Neckar  | 75       | D (300–240°)                              | H                                         |
| 89,5           | bigFM          | _bigFM__          | D8A9 (regional), D3A9 | Baden-Württemberg | 20       | D (270–240°)                              | H                                         |
| 107,7          | Die Neue 107.7 | DIE_NEUE/_107.7__ | 130A                  | –                 | 4        | D (350–100°, 120–320°)                    | H                                         |

### Digitaler Hörfunk (DAB+)
DAB+ wird im bundesweiten Ensemble im Gleichwellenbetrieb in vertikaler Polarisation mit anderen Sendern ausgestrahlt.
| Block                        | Programme | ERP (in kW) | Antennendiagramm rund (ND)/ gerichtet (D) | Gleichwellennetz (SFN) |
| ---------------------------- | --- | ----------- | ----------------------------------------- | --- |
| 5C DR Deutschland (D__00188) | DAB+-Multiplex der Media Broadcast: - Absolut relax (72 kbps) - Dlf (104 kbps) - Dlf Kultur (112 kbps) - Dlf Nova (104 kbps) - DRadio DokDeb (48 kbps) - Energy Digital (72 kbps) - ERF Plus (64 kbps) - Klassik Radio (72 kbps) - Radio Bob (72 kbps) - Radio Horeb (48 kbps) - Radio Schlagerparadies (64 kbps) - Schwarzwaldradio (64 kbps) - sunshine live (72 kbps) - DRadio Daten (32 kbps Daten) - EPG Deutschland (16 kbps Daten) - TPEG (16 kbps Daten) - TPEG_MM (16 kbps Daten) | 10          | ND                                        | - Baden-Württemberg: Aalen, Baden-Baden (Fremersberg), Bad Mergentheim, Blauen, Brandenkopf, Donaueschingen, Feldberg im Schwarzwald, Freiburg (Vogtsburg-Totenkopf), Geislingen (Oberböhringen), Großerlach (Hohe Brach), Heidelberg (Königstuhl), Heilbronn (Schweinsberg), Hochrhein (Rickenbach), Hornisgrinde, Pforzheim (Schömberg-Langenbrand), Raichberg, Ravensburg (Höchsten), Reutlingen, Stuttgart (Frauenkopf), Ulm (Kuhberg) - Bayern: Amberg (Hirschau), Aschaffenburg (Pfaffenberg), Augsburg (Hotelturm), Bad Tölz (Gaißach), Bamberg (Geisberg), Büttelberg, Brotjacklriegel, Dillberg, Grünten, Herzogstand, Hochberg (Traunstein), Hoher Bogen, Inntal (Ebbs), Ingolstadt (Gelbelsee), Kreuzberg/Rhön, Landshut (Altdorf), München (Olympiaturm), Nennslingen (Büchelberg), Nürnberg, Oberammergau, Ochsenkopf, Passau, Pfänder, Pfaffenhofen, Pfarrkirchen, Pfronten, Regensburg (Hohe Linie), Unterringingen, Untersberg, Wendelstein (Bayrischzell), Würzburg (Frankenwarte) - Berlin: Berlin (Alexanderplatz), Berlin (Scholzplatz) - Brandenburg: Bad Belzig, Booßen, Brandenburg/Havel, Calau, Casekow, Cottbus, Eisenhüttenstadt, Petkus, Pritzwalk, Templin - Bremen: Bremen (Walle), Bremerhaven-Schiffdorf - Hamburg: Hamburg (Moorfleet), Hamburg (Heinrich-Hertz-Turm) - Hessen: Bad Hersfeld (Rimberg), Biedenkopf (Sackpfeife), Fulda (Hummelskopf), Frankfurt (Europaturm), Gelnhausen (Schnepfenkopf), Gießen (Dünsberg), Großer Feldberg, Hardberg, Hohe Wurzel, Hoher Meißner, Kassel (Habichtswald), Mainz-Kastel - Mecklenburg-Vorpommern: Garz (Rügen), Güstrow, Malchin, Neubrandenburg-Süd, Rostock (Toitenwinkel), Röbel, Schwerin (Zippendorf-Gr.Dreesch), Torgelow, Wismar/Rüggow, Züssow - Niedersachsen: Aurich-Popens, Braunschweig (Broitzem), Braunschweig (Drachenberg), Cuxhaven-Stadt, Dannenberg, Göttingen (Bovenden-Osterberg), Hannover (Telemax), Lingen, Lüneburg-Neu Wendhausen, Molbergen-Peheim, Osnabrück (Bramsche-Schleptruper Egge), Hildesheim (Sibbesse), Steinkimmen, Uelzen, Visselhövede, Wilhelmshaven - Nordrhein-Westfalen: Aachen (Karlshöhe), Bielefeld (Hünenburg), Bonn (Venusberg), Dortmund (Florianturm), Düsseldorf (Rheinturm), Eggegebirge, Herscheid, Hochsauerland (Hunau), Hürtgenwald-Großhau, Köln (Colonius), Langenberg, Lügde-Rischenau (Köterberg), Minden (Jakobsberg), Münster (Fernmeldeturm), Schöppingen, Siegen-Süd, Wesel - Rheinland-Pfalz: Bad Kreuznach (Schanzenkopf), Bad Marienberg (Westerwald), Bornberg, Daun (Eifel), Edenkoben (Kalmit), Heckenbach-Schöneberg (Ahrweiler), Idar-Oberstein, Kaiserslautern, Kettrichhof, Koblenz (Kühkopf), Trier (Petrisberg) - Saarland: Merzig-Merchingen, Saarbrücken (Schoksberg) - Sachsen: Chemnitz, Dresden, Geyer, Leipzig, Löbau, Neustadt, Oschatz, Schöneck, Zwickau Ost - Sachsen-Anhalt: Brocken, Burg, Dequede, Petersberg, Pettstädt (Weißenfels), Schneidlingen, Wittenberg - Schleswig-Holstein: Bungsberg, Flensburg, Heide, Helgoland, Hennstedt, Kiel (Kronshagen), Lübeck (Stockelsdorf), Schleswig, Niebüll (Süderlügum), Westerland (Sylt) - Thüringen: Bleßberg (Sonneberg), Erfurt-Hochheim, Gera, Inselsberg, Jena (Oßmaritz), Kulpenberg, Saalfeld (Remda), Lobenstein (Sieglitzberg), Weimar (Ettersberg) |
| 9B Antenne DE (D__00359)     | DAB-Block von Antenne Deutschland: - 80s80s (72 kbps) - 90s90s (72 kbps) - Absolut Bella (72 kbps) - Absolut Germany (72 kbps) - Absolut HOT (72 kbps) - Absolut Oldie (72 kbps) - Absolut TOP (72 kbps) - AIDAradio (72 kbps) - Ballermann Radio (72 kbps) - Beats Radio (72 kbps) - Brillux Radio (72 kbps) - Nostalgie (72 kbps) - Oldie Antenne (72 kbps) - RTL Radio (72 kbps) - Rock Antenne (72 kbps) - Toggo Radio (72 kbps)                                                       | 10          | ND                                        | - Baden-Württemberg: Aalen, Baden-Baden (Fremersberg), Heidelberg (Königstuhl), Heilbronn (Schweinsberg), Pforzheim (Schömberg-Langenbrand), Stuttgart (Frauenkopf) - Hessen: Fulda (Hummelskopf), Frankfurt (Europaturm), Gelnhausen (Schnepfenkopf), Gießen (Dünsberg), Großer Feldberg, Hardberg, Kassel (Habichtswald), Mainz-Kastel - Nordrhein-Westfalen: Aachen (Karlshöhe), Bonn (Venusberg), Dortmund (Florianturm), Düsseldorf (Rheinturm), Herscheid, Köln (Colonius), Langenberg, Münster (Fernmeldeturm), Siegen-Süd, Wesel - Rheinland-Pfalz: Bornberg, Daun (Boverath), Koblenz (Kühkopf), Trier (Petrisberg) - Saarland: Saarbrücken (Schoksberg) |
| 11B OAS BW (D__00201)        | DAB+ Block der ON AIR support GmbH: - Antenna BW (72 kbps) - Antenne 1 (72 kbps) - baden.fm (72 kbps) - bigFM (72 kbps) - Die Neue 107.7 (72 kbps) - die neue welle (72 kbps) - Energy Stuttgart (72 kbps) - Donau 3 FM (72 kbps) - egoFM (72 kbps) - Hitradio Ohr (72 kbps) - Radio 7 (72 kbps) - Radio Regenbogen (72 kbps) - Rock FM (72 kbps) - Das Neue Radio Seefunk (72 kbps) - Radio Teddy (72 kbps) - Radio Ton (72 kbps)                                                         | 10          | ND / V                                    | Aalen, Alpirsbach, Bad Mergentheim, Baden-Baden (Merkur), Baiersbronn, Blauen, Brandenkopf, Donaueschingen, Freiburg (Schönberg), Forbach, Geislingen (Oberböhringen), Heidelberg (Königstuhl), Heilbronn (Schweinsberg), Hochrhein (Rickenbach), Hornisgrinde, Karlsruhe (Grünwettersbach), Kempten, Kreuzwertheim, Lahr (Schutterlindenberg), Langenburg, Mudau, Pfänder, Pforzheim (Langenbrand), Raichberg, Ravensburg (Höchsten), Reutlingen, Schramberg/Sulgen-Süd, Stuttgart (Frauenkopf), Tuttlingen (Witthoh), Ulm (Kuhberg) |

### Digitales Fernsehen (DVB-T2)
Die DVB-T-Ausstrahlungen liefen vom 22. Mai 2006 bis zum 29. März 2017 und waren im Gleichwellenbetrieb mit anderen Sendestandorten.
- Am 15. November 2012 wurde das Multiplex Stuttgart von Media Broadcast aufgeschaltet.
- Zum 31. Dezember 2014 wurde das RTL-Paket VISEO+ abgeschaltet.
- Am 27. März 2017 wurde Freenet TV und das DVB-T2-Paket der öffentlich-rechtlichen Sender aufgeschaltet, das bisherige DVB-T wurde eingestellt.

| Kanal | Frequenz (MHz) | Multiplex        | Programme im Multiplex | ERP (kW) | Antennen- diagramm rund (ND)/ gerichtet (D) | Polarisation horizontal (H)/ vertikal (V) | Modulations- verfahren | FEC | Guard- intervall | Bitrate (Mbit/s) | Gleichwellennetz (SFN)                                                        |
| ----- | -------------- | ---------------- | --- | -------- | ------------------------------------------- | ----------------------------------------- | ---------------------- | --- | ---------------- | ---------------- | ----------------------------------------------------------------------------- |
| 23    | 490            | ZDFmobil-Bouquet | - ZDF HD - 3sat HD - ZDFinfo HD - ZDFneo HD - Ki.Ka HD | 50       | ND                                          | H                                         | 64-QAM                 | 3/5 | 19/128           | ?                | Frauenkopf, Waldenburg, Aalen, Heilbronn-Weinsberg, Reutlingen Scheibengipfel |
| 25    | 506            | freenet2         | - Kabel eins HD - ProSieben HD - ProSieben Maxx HD - Sat.1 Gold HD - Sat.1 HD - Sixx HD - Sport1 HD                                                        | 50       | ND                                          | H                                         | 64-QAM                 | 2/3 | 1/16             | ?                | Frauenkopf, Reutlingen Scheibengipfel                                         |
| 26    | 514            | freenet1         | - n-tv HD - RTL HD - RTL2 HD - NITRO HD - Super RTL HD - Tele 5 HD - VOX HD - multithek (HbbTV-Dienst mit mehreren Streams)                                | 50       | ND                                          | H                                         | 64-QAM                 | 2/3 | 1/16             | ?                | Frauenkopf, Reutlingen Scheibengipfel                                         |
| 28    | 530            | SWR-BW           | - SWR Fernsehen Baden-Württemberg HD - SWR Fernsehen Rheinland-Pfalz HD - hr-fernsehen HD - BR Fernsehen (Schwaben/Altbayern) HD - WDR Fernsehen (Köln) HD | 50       | ND                                          | H                                         | 64-QAM                 | 3/5 | 19/256           | 24,5             | Frauenkopf, Waldenburg, Aalen, Heilbronn-Weinsberg, Reutlingen Scheibengipfel |
| 32    | 562            | ARD-SWR          | - Das Erste (SWR) HD - Arte HD - Phoenix HD - One HD - Tagesschau24 HD                                                                                     | 50       | ND                                          | H                                         | 64-QAM                 | 3/5 | 19/256           | 24,5             | Frauenkopf, Waldenburg, Aalen, Heilbronn-Weinsberg, Reutlingen Scheibengipfel |
| 45    | 666            | freenet3         | - 1-2-3.tv HD - Bibel TV HD - Disney Channel HD - DMAX HD - Eurosport 1 HD - freenet shopping - HSE24 HD - nickelodeon HD - QVC HD - QVC2 HD - WELT HD     | 50       | ND                                          | H                                         | 64-QAM                 | 2/3 | 1/16             | ?                | Frauenkopf, Reutlingen Scheibengipfel                                         |

### Analoges Fernsehen (PAL, abgeschaltet)
Bis zum 24. Juli 2006 wurden vom Fernmeldeturm die Programme ZDF und SWR analog ausgestrahlt. In den 1990er Jahren wurden auch die TV-Programme von SAT.1, RTL und B.TV ausgestrahlt, doch wurde ihre Ausstrahlung schon vor der Digitalumstellung eingestellt.
| Kanal | Frequenz (MHz) | Programm                        | ERP (kW) | Diagramm rund (ND)/ gerichtet (D) | Polarisation horizontal (H)/ vertikal (V) |
| ----- | -------------- | ------------------------------- | -------- | --------------------------------- | ----------------------------------------- |
| 26    | 511,25         | ZDF                             | 404      | ND                                | H                                         |
| 47    | 679,25         | ZDF                             | 0,01     | D                                 | H                                         |
| 39    | 615,25         | SWR Fernsehen Baden-Württemberg | 330      | ND                                | H                                         |
| 45    | 663,25         | RTL                             | 2        | ND                                | H                                         |
| 36    | 591,25         | Sat.1                           | 2        | ND                                | H                                         |
| 37    | 599,25         | B.TV                            | 2        | ND                                | H                                         |